# Roeien op de Olympische Zomerspelen 1912

Olympische roeiwedstrijd in 1912

Roeien is een van de sporten die beoefend werden tijdens de Olympische Zomerspelen 1912 in Stockholm.

## Heren

### skiff
| rang   | sporter          | land | tijd   |
| ------ | ---------------- | ---- | ------ |
| Goud   | William Kinnear  | GBR  | 7:47.3 |
| Zilver | Polydore Veirman | BEL  | 7:56.0 |
| Brons  | Everard Butler   | CAN  |        |
| Brons  | Mart Kuusik      | RUS  |        |

### vier-met-stuurman
| rang   | sporters                                                                                           | land | tijd   |
| ------ | -------------------------------------------------------------------------------------------------- | ---- | ------ |
| Goud   | Albert Arnheiter Hermann Wilker Rudolf Fickeisen Otto Fickeisen Karl Leister (stuurman) Otto Maier | GER  | 6:59.4 |
| Zilver | Julius Beresford Karl Vernon Charles Rought Bruce Logan Geoffrey Carr (stuurman)                   | GBR  |        |
| Brons  | Erik Bisgaard Rasmus Frandsen Mikael Simonsen Poul Thymann Ejgil Clemmensen (stuurman)             | DEN  |        |
| 4      | Henry Larsen Mathias Torstensen Theodor Klem Håkon Tønsager Ejnar Tønsager (stuurman)              | NOR  |        |

Het Duitse team wijzigde de stuurman na de eerste ronde. Het is niet bekend wie de stuurman in de eerste ronde was, Karl Leister of Otto Maier, en wie de latere stuurman. In de uitslagendatabase van het IOC wordt Karl Leister als medaillewinnaar genoemd.

### vier-met-stuurman - inriggers
| rang   | sporters                                                                                     | land | tijd   |
| ------ | -------------------------------------------------------------------------------------------- | ---- | ------ |
| Goud   | Ejler Allert Christian Hansen Carl Møller Carl Pedersen Poul Hartmann (stuurman)             | DEN  | 7:44.6 |
| Zilver | Ture Rosvall William Bruhn-Möller Conrad Brunkman Herman Dahlbäck Wilhelm Wilkens (stuurman) | SWE  | 7:56.9 |
| Brons  | Claus Høyer Reidar Holter Magnus Herseth Frithjof Olstad Olav Bjørnstad (stuurman)           | NOR  |        |

### acht
| rang   | sporters | land | tijd   |
| ------ | --- | ---- | ------ |
| Goud   | Edgar Burgess Sidney Swann Leslie Wormald Ewart Horsfall James Angus Gillan Arthur Garton Alister Kirby Philip Fleming Henry Wells (stuurman)           | GBR  | 6:15.7 |
| Zilver | William Fison William Parker Thomas Gillespie Beaufort Burdekin Frederick Pitman Arthur Wiggins Charles Littlejohn Robert Bourne John Walker (stuurman) | GBR  | 6:19.2 |
| Brons  | Otto Liebing Max Bröske Max Vetter Willi Bartholomae Fritz Bartholomae Werner Dehn Rudolf Reichelt Hans Matthiae Kurt Runge (stuurman)                  | GER  |        |

## Medaillespiegel
| rang   | land             | goud | zilver | brons | totaal |
| ------ | ---------------- | ---- | ------ | ----- | ------ |
| 1      | Groot-Brittannië | 2    | 2      | 0     | 4      |
| 2      | Denemarken       | 1    | 0      | 1     | 2      |
| 2      | Duitsland        | 1    | 0      | 1     | 2      |
| 4      | België           | 0    | 1      | 0     | 1      |
| 4      | Zweden           | 0    | 1      | 0     | 1      |
| 6      | Canada           | 0    | 0      | 1     | 1      |
| 6      | Noorwegen        | 0    | 0      | 1     | 1      |
| 6      | Rusland          | 0    | 0      | 1     | 1      |
| totaal | totaal           | 4    | 4      | 5     | 13     |